# Saint-Jouan-des-Guérets
Saint-Jouan-des-Guérets (bretonisch Sant-Yowan-an-Havreg) ist eine französische Gemeinde mit 2816 Einwohnern (Stand: 1. Januar 2022) im Département Ille-et-Vilaine in der Region Bretagne. Sie gehört zum Arrondissement Saint-Malo und zum Kanton Saint-Malo-2. Die Einwohner werden Jouannais(es) genannt.

## Geografie
Die Gemeinde Saint-Jouan-des-Guérets liegt am östlichen Ufer des Ästuars der Rance. Umgeben wird Saint-Jouan-des-Guérets von den Nachbargemeinden Saint-Malo im Norden, Saint-Méloir-des-Ondes im Nordosten, Saint-Père-Marc-en-Poulet im Osten und Südosten, Saint-Suliac im Süden sowie auf der linken Uferseite des Ästuars Le Minihic-sur-Rance im Südwesten und Pleurtuit im Westen.
Durch die Gemeinde führt die frühere Route nationale 137 (heutige D 137).

## Bevölkerungsentwicklung
| Jahr                       | 1962 | 1968 | 1975 | 1982 | 1990 | 1999 | 2006 | 2013 | 2020 |
| Einwohner                  | 1023 | 1025 | 1236 | 1406 | 2221 | 2484 | 2660 | 2569 | 2759 |
| Quellen: Cassini und INSEE |      |      |      |      |      |      |      |      |      |

## Sehenswürdigkeiten
- Kirche Saint-Jean-Baptiste, neoromanischer Kirchenbau, 1861 bis 1866 errichtet
- Malouinière von La Plussinais, Anfang des 18. Jahrhunderts erbaut; Fassaden und Dächer sowie Kapelle Saint-François-d’Assise sind seit 1980 als Monument historique eingeschrieben
- Insel Chevret im Ästuar der Rance gelegen

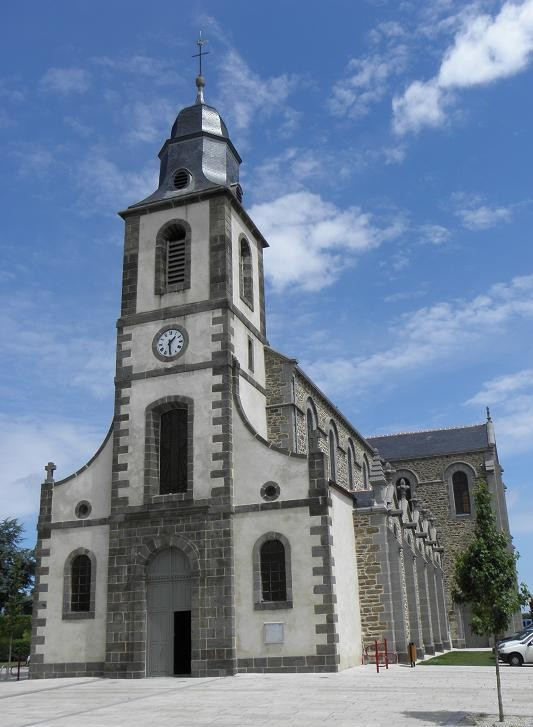
Kirche Saint-Jean-Baptiste
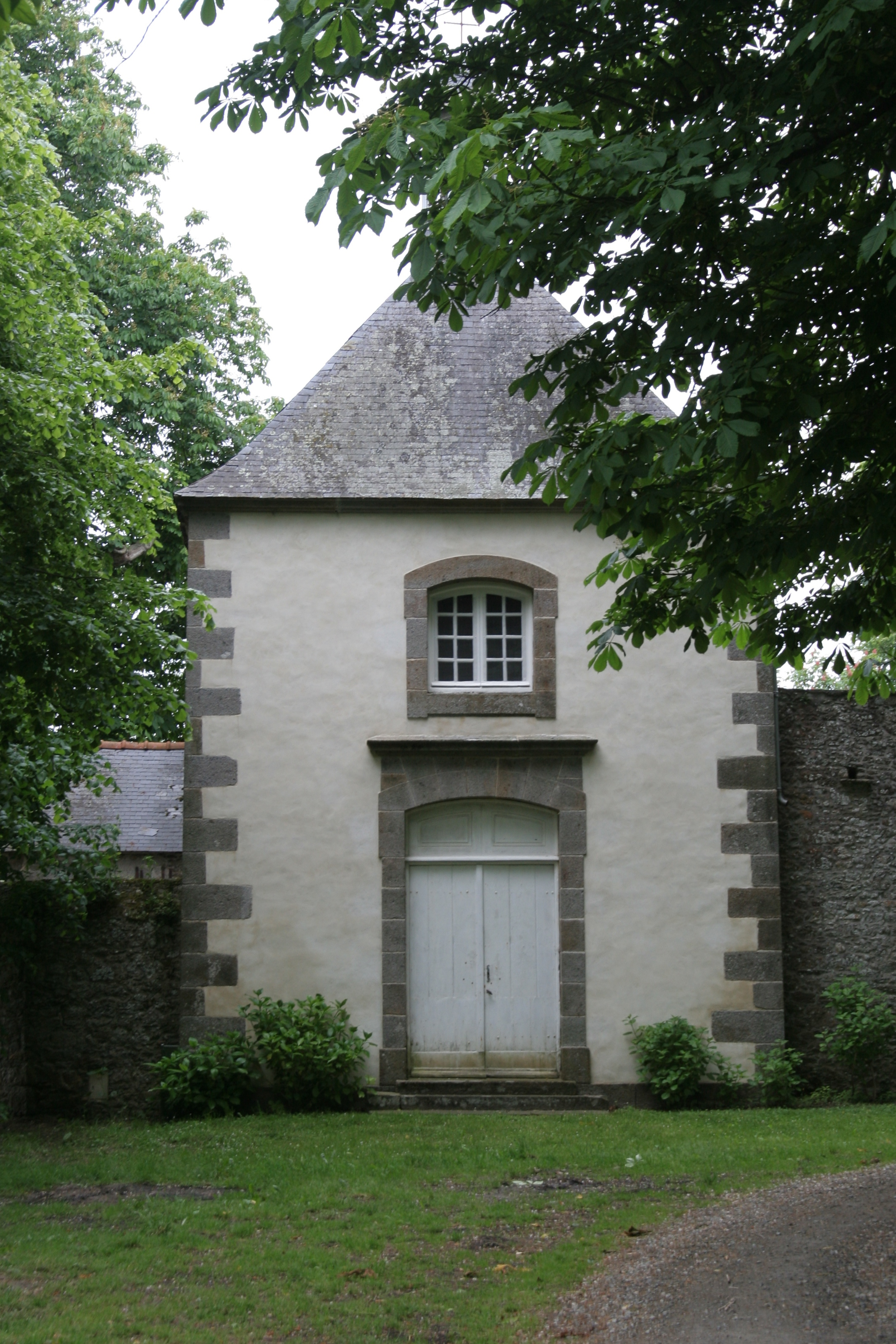
Eingang zur Malouinière von La Plussinais
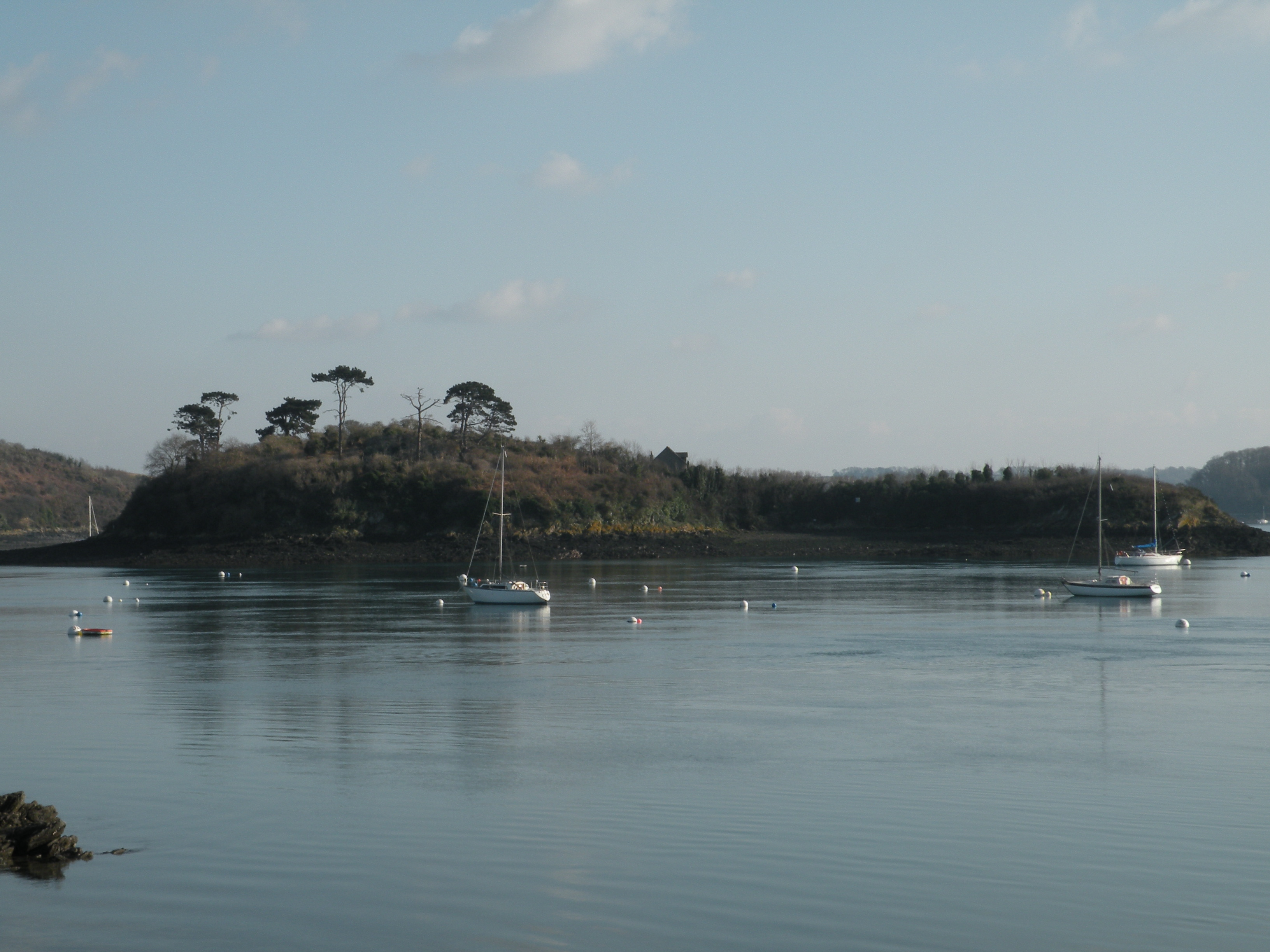
Insel Chevret
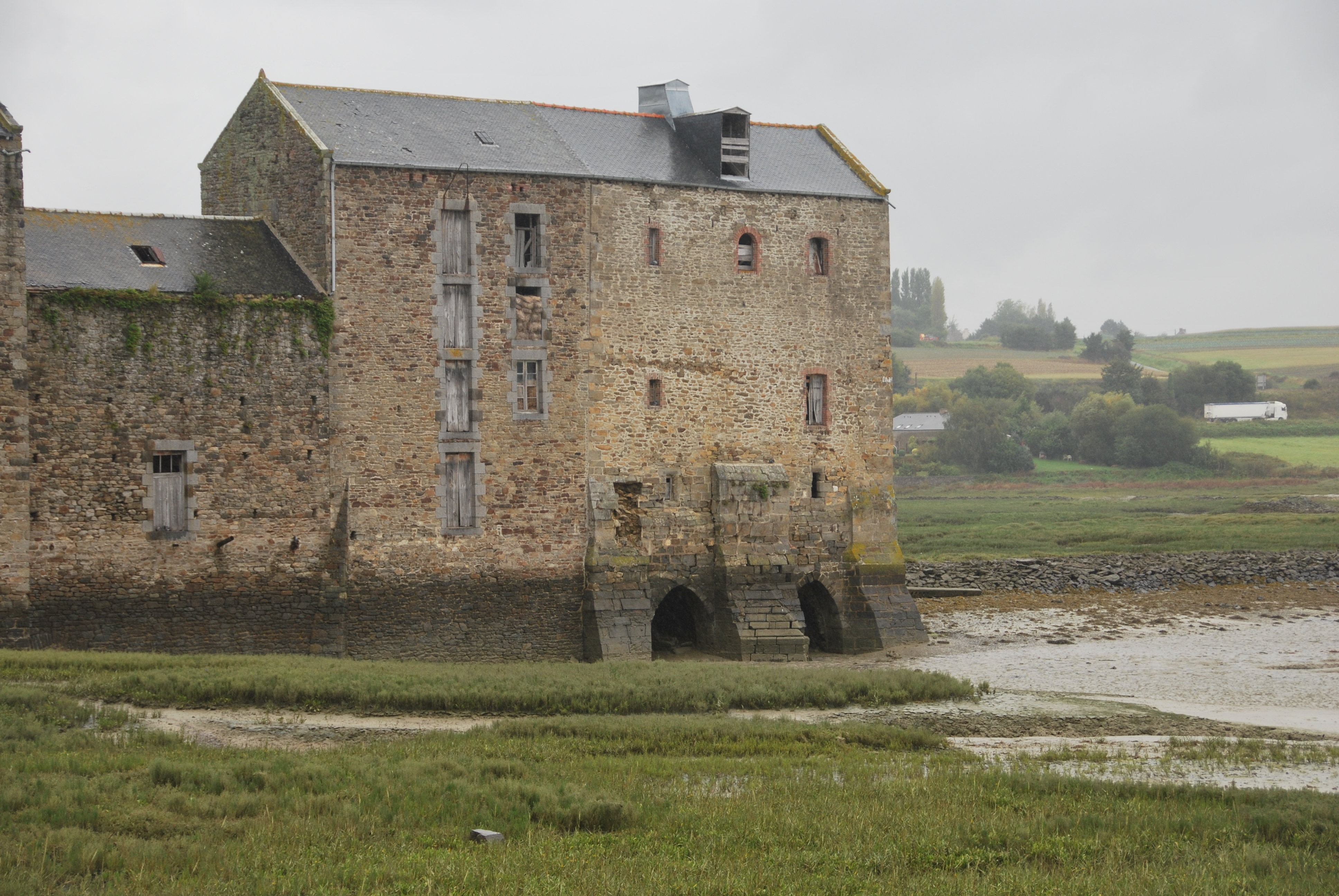
Gezeitenmühle von Quinard

## Persönlichkeiten
- Pierre-Louis Moreau de Maupertuis (1698–1759), französischer Mathematiker und Astronom, geboren in Saint-Jouan-des-Guérets